# Shadow President
Shadow President (deutsch: Schattenpräsident) ist eine geopolitische Simulation der US-amerikanischen Softwarefirma D.C. True, Ltd. für DOS aus dem Jahr 1993.

## Einleitung und Handlung
Das Spiel versetzt den Spieler in die Rolle des Präsidenten der Vereinigten Staaten. Die Handlung spielt in den frühen 1990ern und umfasst unter anderem den Zweiten Golfkrieg sowie den Bürgerkrieg in Somalia. Ziel des Spiels ist, die politischen Ereignisse zu behandeln und sich beim Wahlvolk die Stimmen zu sichern.
Nichtenglischsprachige Versionen wurden nicht veröffentlicht. Der Nachfolger des Spiels ist Cyber Judas.
Shadow President kommt mit dem CIA World Factbook 1990.

## Spielablauf
Der Spieler interagiert mit der Spielwelt über 2D-Grafik und erhält zu Beginn 7 Berater an seiner Seite, die den Einstieg ins Spiel erleichtern sollen.
Ziel des Spiels ist, vom Volk wiedergewählt zu werden und jeweils 4 weitere Jahre regieren zu können. Dabei muss der Spieler das Budget der USA verwalten und diplomatische Beziehungen aufbauen. So ist es möglich, anderen Ländern militärische, nachrichtendienstliche, soziale und technische Hilfe zukommen zu lassen und Krisen zu handhaben. Weiterhin ist das Führen von Kriegen dabei ein unvermeidlicher Aspekt des Spiels. Der Spieler kann auch den Handel mit Ländern einschränken und globale Sanktionen über die UN anstrengen. Auch ist es dem Spieler möglich, Rebellen durch die CIA zu unterstützen und Staatsstreiche zu initiieren.

## Technik
Shadow President wurde für das DOS-Betriebssystem veröffentlicht und erfordert mindestens MS-DOS 3.0 und einen 386er.